# Jílovec (Fulnek)
Jílovec (německy Eilowitz) je místní část města Fulneku v okrese Nový Jičín v Moravskoslezském kraji. Jílovec se rozkládá na slezské straně moravsko-slezské zemské hranice. První písemná zpráva o obci pochází z roku 1293. Obec leží v nadmořské výšce 320 m n. m. v Nízkém Jeseníku. Kolem Jílovce protéká Děrenský potok, který se vlévá do Odry.

## Pamětihodnosti

### Kaple sv. Floriána
V Jílovci se nachází kaple Svatého Floriána. Podle záznamů v německé školní kronice z roku 1917 stávala kdysi na návrší při vjezdu do Jílovce dřevěná kaple. Byla však vyloupena a zpustošena. Zničen byl i zvon, jehož zbytky byly po letech nalezeny ve studni jednoho statku na kopci zvaném Labuť (Bílovec).
Dnešní kaple, stojící na malé návsi, pochází z roku 1837 a byla zasvěcená sv. Floriánu a sv. Matouši.
Vysvěcena a předána obci byla o rok později, roku 1838. Tehdejším majitelem fulneckého panství byl svobodný pán Kristián Friedrich Stockmar. Jíloveckým svobodným fojtem byl Mates Heinrich.
Inventář kaple je prostý. Obrazy křížové cesty i oltářní obraz byly dovezeny z Opavy. V roce 1919 byl instalován nový zvon, používaný dodnes.
Před kapli byl postaven dřevěný kříž, který však byl v roce 1902 silným povichrem zničen.
Na náklady vdovy Elisabeth Sokolové z čp. 20 byl pořízen nový kamenný kříž. Zajímavostí je, že ač Němka, dala na kříž zhotovit český nápis „Pochválen buď Ježíš Kristus“. Za 2. světové války však Němci nápis přebrousili a nahradili jej německým.
Pro velice neutěšený stav trámoví byl celý strop roku 1931 opraven a kaple pokryta novým šindelem, ten byl o deset let později nahrazen břidlicí (šifrem). Pokrytí plechem bylo provedeno až v roce 1968 a také byl dost nešťastně upraven původní sanktusník. Původní cibulovitá věžička byla nahrazena šestibokým jehlanem, původní hrotové ukončení nahrazeno kovovým křížem.
Zevrubná oprava budovy kaple byla provedena v roce 1963, kdy zde se zpožděním plných 32 let od zavedení elektřiny v obci, bylo zavedeno elektrické osvětlení.
Poslední kompletní oprava kaple byla provedena v roce 1990 a za asistence pátera Rudolfa Jiljího Friedla, faráře z Fulneku, na posvícenskou neděli 6. května, slavnostně otevřena.